# Tugboat Annie
Pour plus de détails, voir Fiche technique et Distribution.
Tugboat Annie est un film américain réalisé par Mervyn LeRoy, sorti en 1933.

## Synopsis
Annie est la capitaine d'un navire remorqueur, qui va essayer de faire en sorte que deux jeunes amoureux fasse connaissance.

## Fiche technique
- Titre : Tugboat Annie
- Réalisation : Mervyn LeRoy
- Scénario : Zelda Sears et Eve Greene d'après une histoire de Norman Reilly Raine
- Dialogues : Norman Reilly Raine
- Producteurs : Irving Thalberg (non crédité) et Harry Rapf producteur associé
- Société de production et de distribution : Metro-Goldwyn-Mayer
- Musique : Paul Marquardt (non crédité)
- Photographie : Gregg Toland
- Montage : Blanche Sewell
- Direction artistique : Merrill Pye
- Pays de production :  États-Unis
- Langue : anglais
- Format : Noir et blanc - Son : Mono (Western Electric Sound System)
- Genre : Comédie dramatique
- Durée : 86 minutes
- Date de sortie :
  - États-Unis : 4 août 1933

## Distribution
- Marie Dressler : Annie Brennan
- Wallace Beery : Terry Brennan
- Robert Young : Alec Brennan
- Maureen O'Sullivan : Pat Severn
- Willard Robertson : Red Severn
- Tammany Young : Shif'less
- Frankie Darro : Alec
- Jack Pennick : Pete
- Paul Hurst : Sam
- Robert Homans : un vieux plaisancier